# Тасбаев, Казбек
Казбек Тасбаев Тасбаевич (10 [23] октября 1907, Тургайская область — 24 апреля 1993) — советский хозяйственный, государственный и политический деятель.

## Биография
Родился в 1907 году в ауле № 4 Каратальской волости Кустанайского уезда, казах, из рабочих. Происходит из рода Уак Среднего жуза. Член КПСС.
Делегат XVIII съезда ВКП(б).

### Образование
1929—1930 слушатель Курсов трактористов
1933—1935 слушатель Акмолинской высшей коммунистической сельскохозяйственной школы
1939—1940 слушатель Высшей школы партийных организаторов при ЦК ВКП(б)
1947—1948 слушатель Высшей партийной школы при ЦК КП(б) Казахстана
1952 окончил Высшую партийную школу при ЦК ВКП(б)

### Начало трудовой деятельности
1935—1937 заместитель директора школы механизации.
1937 3-й секретарь Полудинского районного комитета (Северо-Казахстанская область).
1937 2-й секретарь Кокчетавского районного комитета КП(б) Казахстана (Карагандинская область).
1939 1-й секретарь Кокчетавского районного комитета КП(б) Казахстана (Карагандинская область).
1940 заведующий Организационно-инструкторским отделом Кзыл-Ординского областного комитета КП(б) Казахстана.
1941 заведующий Сельскохозяйственным отделом Кзыл-Ординского областного комитета КП(б) Казахстана.
1941—1942 начальник Политического сектора Кзыл-Ординского областного земельного отдела.
1942—1943 заместитель начальника Политического отдела Народного комиссариата земледелия Казахской ССР.
1943—1947 секретарь Актюбинского областного комитета КП(б) Казахстана по кадрам.
1948—1951 ответственный организатор ЦК КП(б) Казахстана.
1951—1952 2-й секретарь Восточно-Казахстанского областного комитета КП(б) Казахстана.
1952—1954 председатель Исполнительного комитета Акмолинского областного Совета.
1954—1958 заместитель председателя Исполнительного комитета Павлодарского областного Совета.
1958—1961 1-й секретарь Лебяжинского районного комитета КП Казахстана (Павлодарская область).

### Семья
Отец Саринов Тасбай долго батрачил и умер от туберкулеза в 1920 году, мать Батима умерла в 1942 году. Четверо братьев, три старших и один младший (Құдаспай, Кали, Қашу, Әлтай) все они умерли между 1920—1937 годах. Работали они в батраках, по найму баям, кулакам, трактористами МТС и совхозов. Имеет 4-х детей, 6 внуков и 12 правнуков.
- Супруга по браку Жиеналина Макеш (15.09.1924-26.02.1992).
  - Сын Тасбаев Эдге Казбекович (01.04.1935-27.12.2024) родился в селе Алексеевка Сталинского района Карагандинской области. По новому административному делению г. Алекссевка Акмолинской области. Женат на Кишкембаевой Нуризюм Абу-Сыздыковне (15.08.1948). Образование высшее, окончил 1954—1963 средняя школа № 8 Павлодарской области Казахской ССР, 1964—1970 по специальности «Экономика и организация связи» Новосибирского электротехнического института связи, 1958 курсы техника АТС-49 в институте повышения квалификации работников связи в Алма-Ате. Работал начальником Экибастузского городского узла связи, Железинского районного узла связи. Награжден в 1982 за долголетний добросовестный труд присвоена звание «Ветеран связи», 13.12.1983 за долголетний добросовестный труд от имени Президиума Верховного Совета СССР решением исполкома Павлодарского областного Совета народных депутатов награжден медалью «Ветеран труда», 08.11.2005 указом Президента Республики Казахстан награжден Юбилейной медалью «Тыңға 50 жыл», 15.04.2015 указом Президента Республики Казахстан награжден медалью «70 лет Победы в Великой Отечественной войне 1941—1945».
    - Внучка Тасбаева Сауле Эдгеевна (27.02.1973). Образование высшее, в 1985 г. окончила Алматинский институт энергетики и связи. Живет в Астане.
    - Внук Тасбаев Ерлан Эдгеевич (06.06.1975). Образование магистр, в 2000 г. окончил Экибастузский инженерно-технический институт, в 2018 г. окончил магистратуру Инновационного евразийского университета г. Павлодар. Живет в Астане.
    - Внук Тасбаев Бауржан Эдгеевич (25.07.1980) Образование высшее, в 2004 г. окончил Алматинский институт энергетики и связи. Живет в Алмате.
    - Внучка Тасбаева Алия Эдгеевна(23.06.1987). Образование магистр, в 2011 г. окончила бакалавриат по специальности «Радиотехника электроника и системы коммутации» Казахского агротехнического университета им. Сейфуллина в г. Нур-Султан. В 2017 г. окончила Мanagement & marketing universal business school Master of Business Administration г. Эдинбург. В 2018 г. окончила магистратуру по специальности «Менедмент» Инновационного евразийского университета г. Павлодар, окончила магистратуру по специальности "Экономика " Московского государственного университета технологий и управления им. К. Г. Разумовского. Живет в Павлодаре.

  - Дочь Тасбаева Сара Казбековна (08.08.1936-1947) умерла от воспаления аппендикса.
  - Сын Тасбаев Толеген Казбекович (10.02.1938-02.05.1998) работал горным мастером в тресте «Иртышуголь», а также производственным мастером на Алюминиевом заводе.
    - Внучка Тасбаева Айгуль Толегеновна (07.05.1971) Образование высшее, окончила Павлодарский педагогический институт, КНМУ им. С. Д. Асфендиярова. Живет в Астане.
    - Внук Тасбаев Арман Толегенович (13.11.1974). Живет в Новосибирске.

  - Дочь Тасбаева Роза Казбековна (29.08.1942-04.05.2010) врач-онколог, кандидат медицинских наук.

### Поздние годы и смерть
1961—1976 1-й заместитель начальника Павлодарского областного управления заготовок — хлебопродуктов.
С 1976 на пенсии.
Умер 24 апреля 1993 года в Павлодаре Республика Казахстан.